# Атбасарский трест цветных металлов
«Атбасарский Трест Цветных Металлов» (Атбасцветмет) — советское объединения государственных заводов в Центральном и Северном Казахстане, для добычи и производства меди, свинца
и побочных металлов и изделий из них, а также для сбыта своей продукции.

## История
В 1913—1918 годах существовало «Акционерное общество Атбасарских медных копей», которое начало строить медный комбинат и осваивать месторождения полезных ископаемых.
Государственное объединение медных предприятий «Атбассарский Трест Цветных Металлов» было образовано в Москве 13 ноября 1925 года.
Первый устав Атбасарского треста был принят 28 июля 1926 года. В состав Треста тогда вошли предприятия находившиеся Казакской АССР в РСФСР:
1. Корсак-Пайский комбинат в урочище Корсак-Пай-Аша в Акмолинской и Актюбинской губерниях, состоящий из:
- Корсак-Пайский медеплавильный завод.
- Джезказганский медный рудник.
- Байконурская каменно-угольная копь.
- Узкоколейная железная дорога «Джезказган — Корсак-Пай — Байконур» (107 вёрст и 13 вёрст ответвлений).

2. Спасский комбинат в Акмолинской и Семипалатинской губерниях, со входящими в него:
- Спасский медеплавильный завод
- Обогатительная фабрика Сары-Су
- Успенский медный рудник
- Карагандинские каменно-угольные копи.

3. Кургасынский свинцовый завод в урочище Кургасын Актюбинской губернии, со входящими в его состав рудниками и разработками.
Трест был членом товарной биржи. Правление находилось в городе Москве и действовало под руководством ВСНХ СССР.
По уставу конца 1927 года трест получил сокращённое название «Атбасцветмет».
На Карсакпайском комбинате использовали зарубежное оборудование, и привлекали к работе иностранных специалистов, впервые в СССР была построена флотационная обогатительная фабрика по американской технологии.
Трест был расформирован в середине 1930-х годов, в связи с закрытием трестов в СССР.

## Руководство
Трестом управляло Правление, которое находилось в Москве, в составе трёх лиц, назначаемых ВСНХ СССР по получении заключения от ЦК профсоюза металлистов.
В конце 1928 года Правление было перенесено в урочище Карсак-Пай, Карсак-Пайского района Кзыл-Ордынского округа Казакской АССР
С 1929 года Трестом правление было заменено на Управляющего и его помощника.
Руководители Треста:
- 1925 — Дыбец, Степан Семёнович (1887—1937), заместитель Председателя правления Бронзос, Константин Иванович (1890—1975)
- 1929 — [уточнить]

Директор Карсакпайского комбината Деев, Иван Васильевич (1884—1972).

## Геология
Предварительные геологоразведочные работы до 1929 года осуществляли экспедиции Геологический комитет, во главе с И. С. Яговкиным. и В. К. Котульским. На 1927 год запасы треста были увеличены до 500 тысяч пудов меди в руде.
В 1929 году главным геологом Треста стал К. И. Сатпаев, который начал проводить уже эксплуатационную геологическую разведку в больших масштабах.